# صوت الهوفير

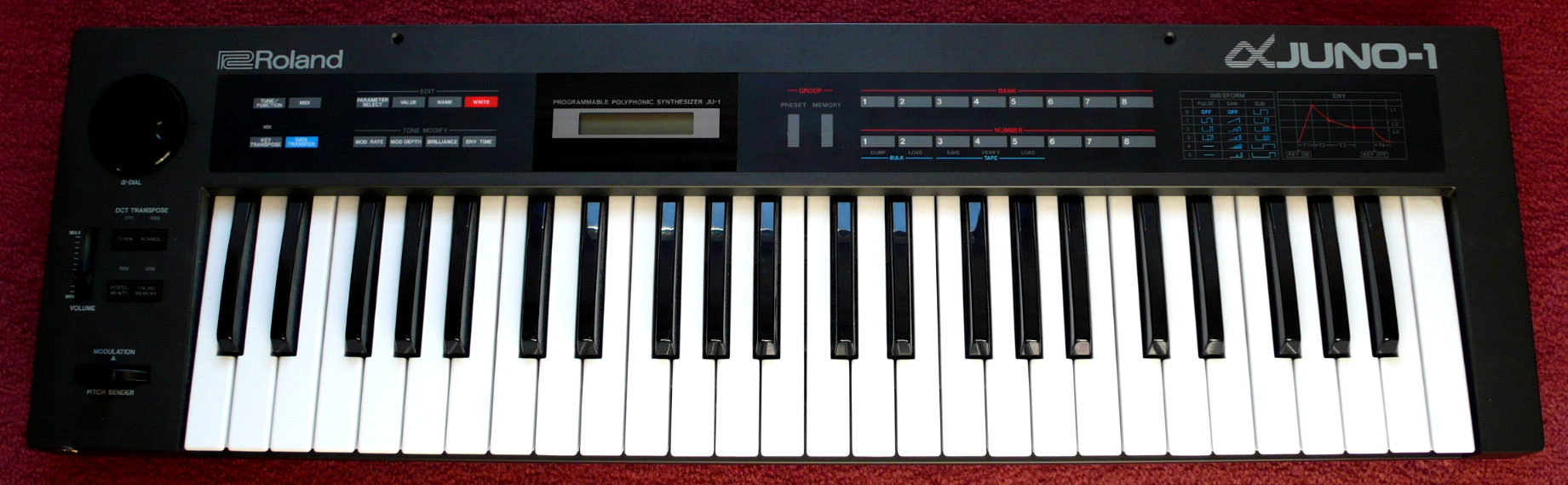
التوراتية المركبة "هوفير", رولاند ألفا جونو

صوت الهوفير يشير إلى صوت سنثسيزر معين في الموسيقى الإلكترونية, وتستخدم عادة في الهارد هاوس وأساليب أخرى.